# 高座渋谷駅
高座渋谷駅（こうざしぶやえき）は、神奈川県大和市渋谷六丁目にある、小田急電鉄江ノ島線の駅である。駅番号はOE 07。東京都の渋谷駅とは地名の由来で繋がりがある。

## 歴史

### 年表
- 1929年（昭和4年）4月1日：開設。同時に「直通」の停車駅となる。なお、各停は新宿駅 - 稲田登戸駅（現・向ヶ丘遊園駅）間のみで運行されていた。
- 1945年（昭和20年）6月：「直通」廃止、各停が全線運行されることとなり、その停車駅となる。
- 1946年（昭和21年）10月1日：準急新設、停車駅となる。
- 1952年（昭和27年）11月25日：桜ヶ丘駅新設に伴い、藤沢寄りへ約600m移設[1]。
- 2002年（平成14年）3月22日：江ノ島線内準急廃止、各停のみ停車となる。
- 2006年（平成18年）4月1日：上り（2番）ホーム相模大野方に西口新設。同時に下り（1番）ホーム側の改札口は東口となった。
- 2012年（平成24年）12月16日：駅東側区画整理で新設されたロータリーに神奈中高01系統新設。
- 2014年（平成26年）12月25日：渋谷小学校北側、国道467号沿いにあった福田交番が駅東口へ移転。
- 2018年（平成30年）6月30日：前日の渋谷南部土地区画整理事業換地処分公告に伴い、住所表記が福田2019から現表記へ変更。

### 駅名の由来
1929年（昭和4年）の開設時、駅所在地の地名が高座郡渋谷村であったことから。東京府（現・東京都）南豊島郡渋谷町（現・渋谷区）の渋谷駅（1885年（明治18年）開設）と区別するため郡名が冠され、「高座渋谷」駅とされた。
渋谷村周辺は中世の渋谷庄で、有力武士団渋谷氏発祥の地である。東京の「渋谷」の地名は、この渋谷氏が渋谷区渋谷一帯を領有したことに由来するとされる。
したがって、「渋谷」は、地名としては高座渋谷、駅名としては東京の渋谷が先ということとなる。

## 駅構造
相対式ホーム2面2線を有する地上駅。改札口は両ホーム相模大野方にある。両ホームは跨線橋で連絡しており、エレベーターが併設されている。
2012年（平成24年）8月、行先案内表示器が新設された。

### のりば
| ホーム | 路線     | 方向 | 行先                          |
| ------ | -------- | ---- | ----------------------------- |
| 1      | 江ノ島線 | 下り | 藤沢・片瀬江ノ島方面          |
| 2      | 江ノ島線 | 上り | 相模大野・新宿・ 千代田線方面 |

## 駅設備
駅構内にはエレベーター2基とオストメイト対応多機能トイレが設置されている。
東口は早朝のみ、西口は終日駅員無配置であることから、係員対応用インターホンが設置されている。

## 利用状況
2024年度（令和6年度）の1日平均乗降人員は24,705人である（小田急線全70駅中42位）。
近年の1日平均乗降・乗車人員の推移は以下の通り。
| 年度               | 1日平均 乗降人員 | 1日平均 乗車人員 | 出典                |
| ------------------ | ---------------- | ---------------- | ------------------- |
| 1995年（平成07年） |                  | 12,044           | [ 神奈川県統計 1 ]  |
| 1998年（平成10年） |                  | 11,183           | [ 神奈川県統計 2 ]  |
| 1999年（平成11年） |                  | 10,829           | [ 神奈川県統計 3 ]  |
| 2000年（平成12年） |                  | 10,620           | [ 神奈川県統計 3 ]  |
| 2001年（平成13年） |                  | 10,555           | [ 神奈川県統計 4 ]  |
| 2002年（平成14年） | 21,136           | 10,344           | [ 神奈川県統計 5 ]  |
| 2003年（平成15年） | 20,991           | 10,335           | [ 神奈川県統計 6 ]  |
| 2004年（平成16年） | 20,144           | 10,262           | [ 神奈川県統計 7 ]  |
| 2005年（平成17年） | 20,233           | 10,266           | [ 神奈川県統計 8 ]  |
| 2006年（平成18年） | 20,745           | 10,521           | [ 神奈川県統計 9 ]  |
| 2007年（平成19年） | 21,291           | 10,778           | [ 神奈川県統計 10 ] |
| 2008年（平成20年） | 21,188           | 10,697           | [ 神奈川県統計 11 ] |
| 2009年（平成21年） | 20,741           | 10,473           | [ 神奈川県統計 12 ] |
| 2010年（平成22年） | 21,183           | 10,677           | [ 神奈川県統計 13 ] |
| 2011年（平成23年） | 22,409           | 11,292           | [ 神奈川県統計 14 ] |
| 2012年（平成24年） | 23,103           | 11,624           | [ 神奈川県統計 15 ] |
| 2013年（平成25年） | 23,737           | 11,947           | [ 神奈川県統計 16 ] |
| 2014年（平成26年） | 24,032           | 12,075           | [ 神奈川県統計 17 ] |
| 2015年（平成27年） | 24,602           | 12,353           | [ 神奈川県統計 18 ] |
| 2016年（平成28年） | 25,195           | 12,652           | [ 神奈川県統計 19 ] |
| 2017年（平成29年） | 25,492           | 12,794           | [ 神奈川県統計 20 ] |
| 2018年（平成30年） | 25,580           | 12,832           | [ 神奈川県統計 21 ] |
| 2019年（令和元年） | 25,520           | 12,797           | [ 神奈川県統計 22 ] |
| 2020年（令和02年） | 19,788           | 9,921            | [ 神奈川県統計 23 ] |
| 2021年（令和03年） | 21,419           | 10,732           | [ 神奈川県統計 24 ] |
| 2022年（令和04年） | 23,308           |                  |                     |
| 2023年（令和05年） | 24,224           |                  |                     |
| 2024年（令和06年） | 24,705           |                  |                     |

## 駅周辺

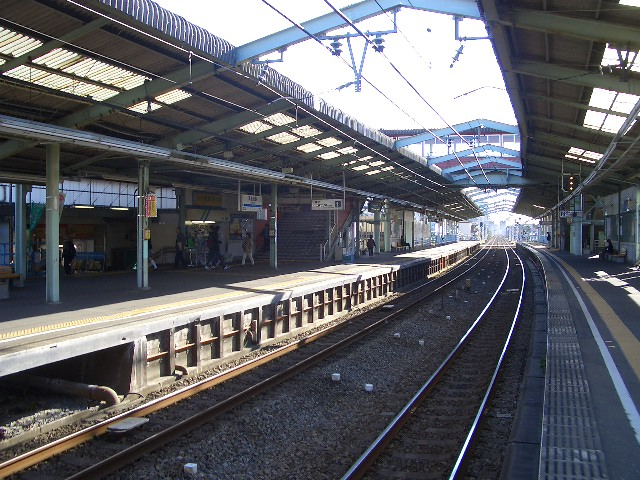
2番ホーム相模大野方より藤沢方を望む（2004年11月27日）

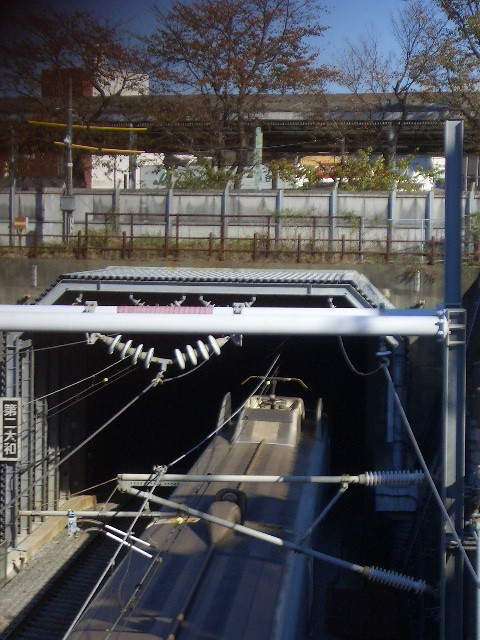
東海道新幹線第二大和トンネル小田原方（2004年11月27日） - 写真上部が当駅2番ホーム

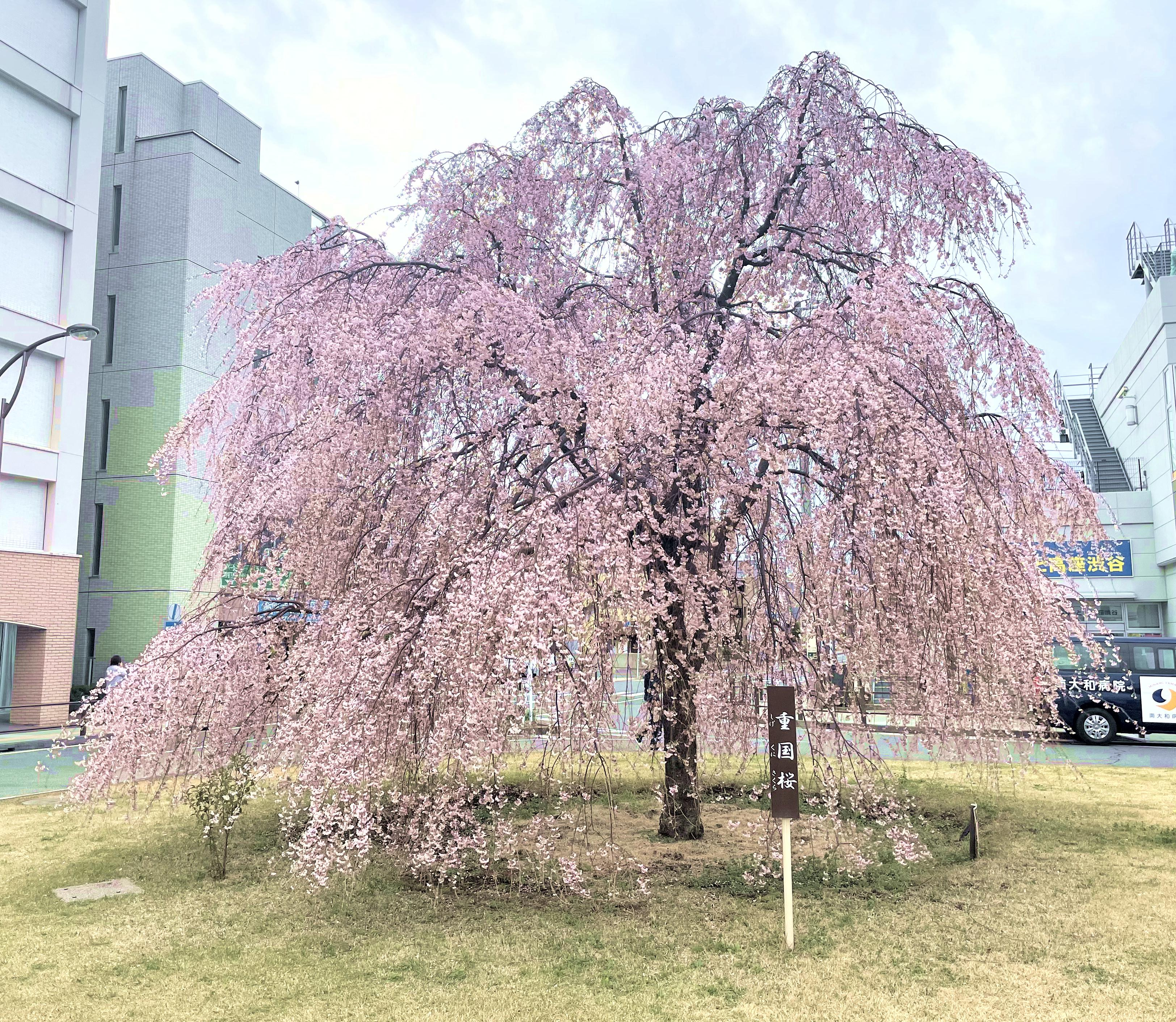
高座渋谷駅西口 ロータリー内の重国桜

大和市南部土地区画整理事業のため、駅周辺の再開発が現在行われている。それに伴い西口を中心に住宅地の他、スーパーマーケット・飲食店等が建設された。また、西口正面には駅前複合ビル「IKOZA（イコーザ）」が2010年（平成22年）1月29日にオープン。このビルには、デコレーション忠犬ハチ公（通称・デコハチ公）が設置されている。2010年（平成22年）現在は東口周辺の区画整理が本格化している。2014年（平成26年）末時点で駅周辺の再開発は一段落しているものの駅周辺からは昭和時代の面影・建物は駅施設と渋谷小学校以外一掃されている。
駅周辺は住宅地で、医療機関や銀行が多く立地する。一方で、郵便局は駅から徒歩10分以上かかる。駅からのバスは大和市コミュニティバスと神奈川中央交通上和田団地 - いちょう団地への三点間往復路線があるが後者新設時に各団地から市北部大和駅や市立病院への便が大幅に廃止削減されたため、バス単体で見ると不便になった面が強い。
以前インドシナ難民向け大和定住促進センターがあったことから、いちょう団地（境川東側は横浜市泉区上飯田町）周辺はベトナム系を始めとした多国籍エリアとなっている。
駅真下を東海道新幹線が通っており、第二大和トンネルで当駅を潜っている。東京方には新幹線路線としては最短の第一大和トンネル（30m）がある。当地には新駅建設計画も存在した（相模新駅を参照）。
毎年春になると、三椏で有名な常泉寺や引地川の桜並木（千本桜）への最寄駅として賑わう。
西口ロータリー内には、地名の由来とも言われる渋谷重国の名前を冠した「重国桜」がある。

### 施設
- IKOZA
  - 大和市渋谷学習センター
    - 大和市立渋谷図書館

  - 大和市役所 渋谷分室
  - 大和市安全安心ステーション高座渋谷
  - おふろの王様
  - ビッグヨーサン
- 上和田野鳥の森公園
- 日本基督教団 高座渋谷教会
- 常泉寺（別名・花のお寺）
- 大和ゆとりの森
- 大和警察署福田交番
- イオン大和ショッピングセンター

ジャスコ株式会社直営店としては関東第一店舗であったとされる。
大和市土地区画整備事業に関連して2009年（平成21年）10月20日に閉店、2011年（平成23年）5月28日に再出店した。
- オーケー
- ニトリ
- 島忠 ホームズ大和店
- いなげや 高座渋谷店
- ザ・ダイソーいなげや 高座渋谷店
- ハードオフ・オフハウス・ホビーオフ高座渋谷店

### 金融機関・郵便局
- 横浜銀行 高座渋谷支店
- きらぼし銀行 高座渋谷支店
- 神奈川銀行 高座渋谷支店
- さがみ農業協同組合 渋谷支店
- 高座渋谷郵便局
- 大和福田郵便局

## バス路線
高座渋谷駅東口
- 大和市コミュニティバス
  - のろっと 南部ルート：大和駅方面
  - やまとんGO 桜ヶ丘地域ルート：右回り
  - やまとんGO 桜ヶ丘地域ルート：左回り
- 神奈川中央交通
  - 高01：上和田団地 - 高座渋谷駅東口 - いちょう団地

高座渋谷駅西口
- 大和市コミュニティバス「のろっと」
  - 南部ルート：大和駅方面
  - 南部ルート：ゆとりの森方面

学校前
- 神奈川中央交通
  - 高01：いちょう団地行
  - 高01：上和田団地行（高座渋谷駅東口経由）
  - 和06：大和駅行（上和田団地経由）

## 隣の駅
小田急電鉄
 江ノ島線

■快速急行・■急行
通過
■各駅停車
桜ヶ丘駅 (OE 06) - 高座渋谷駅 (OE 07) - 長後駅 (OE 08)